# Jinnawat Rattanapontee
Jinnawat Rattanapontee (thailändisch จิณณวัตร รัตนพลที, * 4. September 2001 in Udon Thani) ist ein thailändischer Fußballspieler.

## Karriere
Jinnawat Rattanapontee erlernte das Fußballspielen in der Mannschaft der Banchiang Peak-One City und in der Jugendmannschaft vom Udon Thani FC. In der Jugend spielte er bis 2019. Wo er von 2020 bis 2021 spielte, ist unbekannt. Am 4. Januar 2022 nahm ihn sein Jugendverein Udon Thani FC unter Vertrag. Der Verein aus Udon Thani spielt in der zweiten thailändischen Liga, der Thai League 2. Sein Zweitligadebüt gab Jinnawat Rattanapontee am 23. Januar 2022 (20. Spieltag) im Auswärtsspiel gegen den Muangkan United FC. Hier stand er in der Startelf und spielte die kompletten 90 Minuten. Muangkan gewann das Spiel 6:1.